# Kraftwerk Bexbach

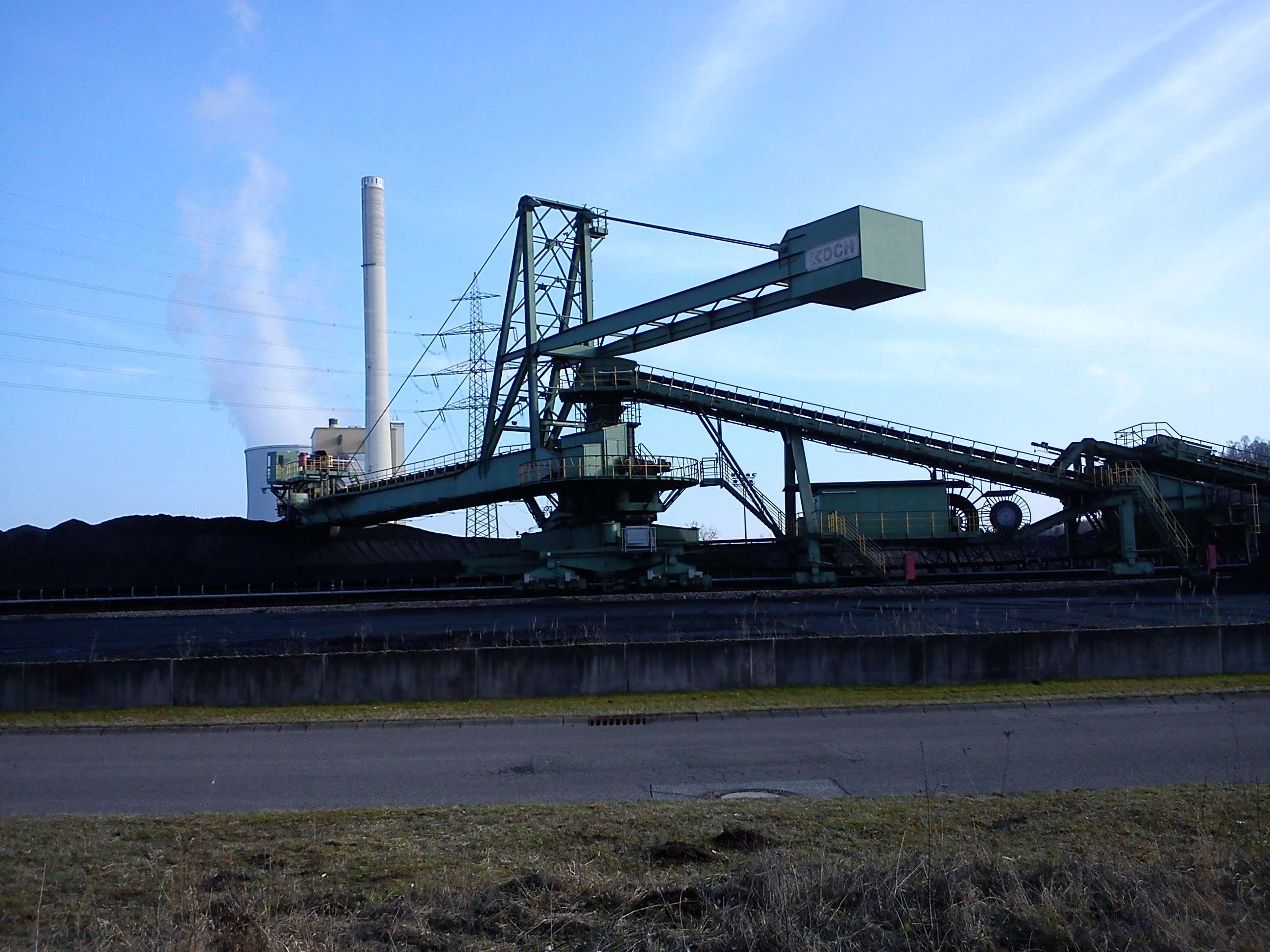
Eines der beiden Kombigeräte der Bekohlung des Kraftwerkes Bexbach

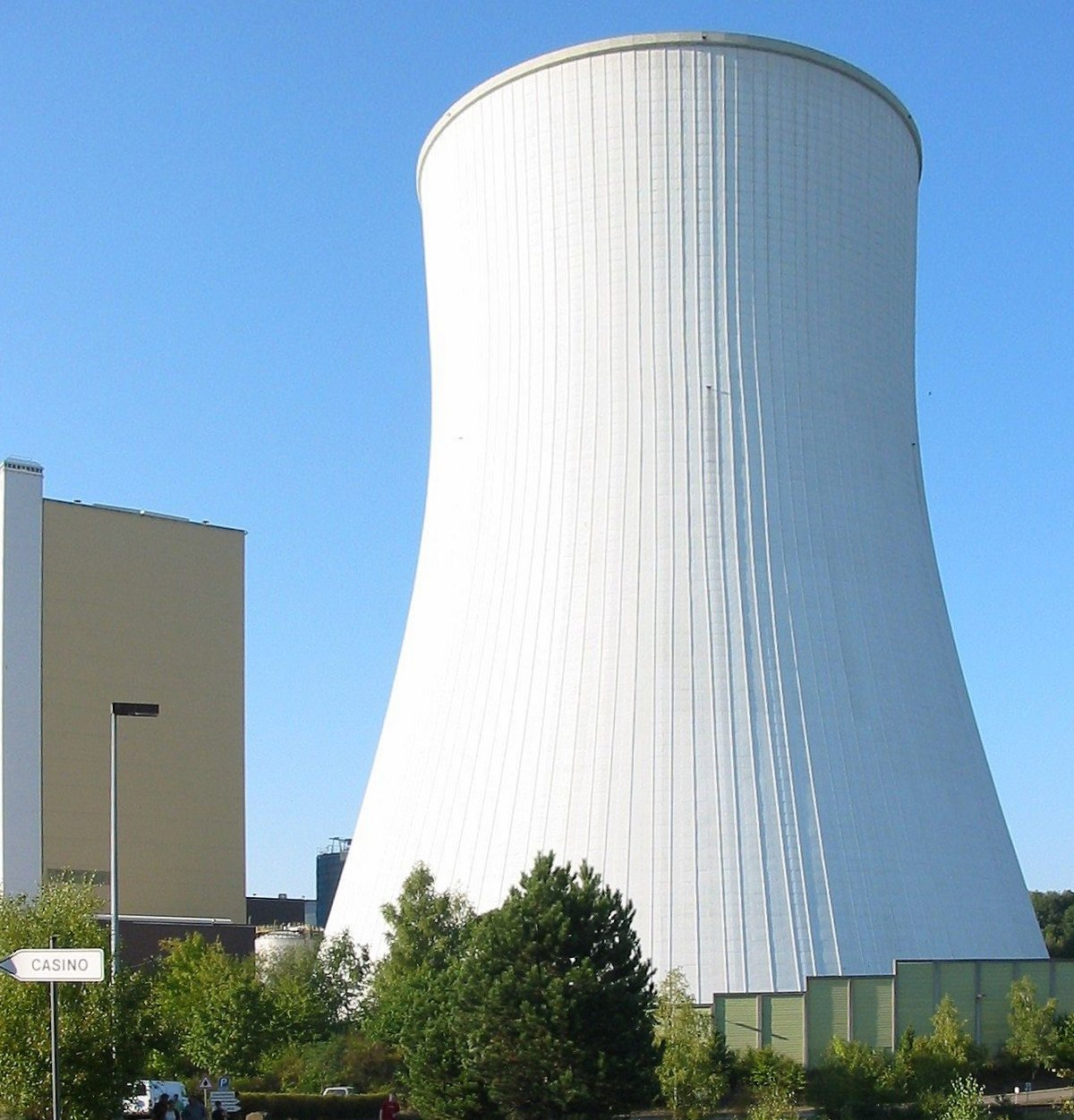
Kühlturm des Kraftwerks Bexbach

Das Steinkohlekraftwerk Bexbach bei Bexbach hat eine Leistung von 726 Megawatt und ist das leistungsfähigste Kraftwerk im Saarland. Auf dem Kohlelager des Kraftwerks können bis zu 200.000 Tonnen Kohle bevorratet werden. Jährlich produziert es 2,9 Millionen Tonnen CO2; dies entspricht 920 g CO2 pro kWh. 2016 beantragte Eigentümer Steag die Stilllegung des Kraftwerkes für das Jahr 2017. Dieser Antrag wurde von der Bundesnetzagentur abgelehnt und von der Steag für Mai 2019 erneut beantragt. Das Kraftwerk wird auch im Jahr 2022 weiterhin als systemrelevant betrachtet und muss daher weiterhin in der Lage sein, innerhalb von sechs Stunden mit Volllast zu laufen. Im Zuge des russischen Überfalls auf die Ukraine und den damit einhergehenden Engpässen in der Gasversorgung ist das Kraftwerk am 28. Oktober 2022 wieder ans Netz gegangen.

## Geschichte

### Altanlagen
Am Standort Bexbach wurde erstmals 1953 ein Kraftwerk errichtet, das Kraftwerk St. Barbara I, das die heizwertarme Ballastkohle der neu abgeteuften Grube Bexbach verfeuerte.  Die Anlage hatte anfangs nur eine elektrische Leistung von 110 MW mit zwei Turbinen. Der erzeugte Strom wurde in das grubeneigene 65-kV-Netz der Saarbergwerke eingespeist.
1957 begann der Bau des Kraftwerkes Barbara II mit einer elektrischen Leistung von 150 MW. Die Inbetriebnahme erfolgte 1960. Abnehmer des Stroms waren die RWE. Zu diesem Zeitpunkt war jedoch das Bergwerk Bexbach bereits stillgelegt (1959). Nun musste der Brennstoffbedarf von ca. 1.200 Tonnen Ballastkohle pro Tag aus anderen Gruben der Saarbergwerke und aus Privatgruben über Schiene und Straße angeliefert werden.
Beide Kraftwerke wurden 1988 bzw. 1989 stillgelegt, u. a. weil sich eine Nachrüstung nach den Vorgaben der Großfeuerungsanlagenverordnung (GFAVO) betriebswirtschaftlich nicht mehr rechnete. Zudem führte die Staub- und Schadgasbelastung im Nahbereich, bei zunehmendem Umweltbewusstsein der Bevölkerung, immer wieder zu Protesten. 1990 wurden die Anlagen demontiert. Teile der Anlagen kaufte eine Unternehmensgruppe aus Indien und stellte sie dort wieder in Dienst.

### Heutiges Kraftwerk
Nach dem Bau des 656-MW-Kohlegroßkraftwerkes Weiher III in Quierschied, das erste dieser Leistungsgröße in der Bundesrepublik Deutschland, entschlossen sich die Saarbergwerke zum Bau eines weiteren Kraftwerkblocks mit 726 MW elektrischer Leistung, um die Fördermengen, die aufgrund auslaufender Verträge nicht mehr nach Frankreich geliefert werden konnten, im Saarland selbst zu verstromen. Zielgruppe für die Abnahme des Stroms waren die damaligen süddeutschen Energieversorgungsunternehmen Badenwerke (BW), Energieversorgung Schwaben – beide heute EnBW – und die Bayernwerke (BAW) – heute E.ON. Nach umfangreichen Verhandlungen beauftragten diese die Saarbergwerke mit der Planung, Bauleitung und Betriebsführung des vorgesehenen Kraftwerkblocks.
1979 begann schließlich der Bau des heutigen Kraftwerk Bexbach, nachdem der am 16. November 1978 erteilte Vorbescheid nach § 9 Bundes-Immissionsschutzgesetz (BImSchG) rechtskräftig wurde. Zum 1. April 1983 ging das Kraftwerk in Probebetrieb, am 12. Oktober 1983 erfolgte die offizielle Inbetriebnahme.
Das Projekt war in der Öffentlichkeit stark umstritten. Mehrere Kläger gegen die immissionsrechtliche Genehmigung zogen ihre Klage erst zurück, als die Saarbergwerke Zugeständnisse bei Umweltschutzmaßnahmen machten, die weit über die des Genehmigungsbescheid hinausgingen.
Zwei Wochen vor der offiziellen Inbetriebnahme 1983 kam es zu einer spektakulären Protestaktion. Zwei Mitglieder der BUND-Kreisgruppe Pirmasens erstiegen am 1. Oktober 1983 den 240 m hohen Schornstein, entrollten ein Transparent mit der Aufschrift „Baumkiller“ und besetzten acht Stunden lang den Schlot. In einer Erklärung protestierten sie gegen die nach ihrer Ansicht zu erwartende Umweltverschmutzung und die nicht dem Stand der Technik entsprechenden Schadstoff-Abscheidemaßnahmen. Dies war eine der ersten derartigen Protestdemonstrationen gegen ein Kohlegroßkraftwerk in Deutschland.
Die Planungen für einen zweiten Kraftwerksblock am Standort wurden 1996 nach langjährigem Widerstand, insbesondere auch von westpfälzischen Gemeinden, aufgegeben.
Betreiber des Kraftwerks Bexbach ist die Steag Power Saar GmbH. Diese ist die Rechtsnachfolgerin der Steag Saar Energie AG. Das Kraftwerk selbst gehört zu 75 Prozent der KBV – Kraftwerk Bexbach Verwaltungsgesellschaft mbH (Anteilseigner 33,3 Prozent Evonik New Energies GmbH und 66,6 Prozent EnBW Kraftwerke AG). Weitere Anteilseigner waren mit 16,66 Prozent die Stadtwerke Aachen AG (Stawag) und mit 8,34 Prozent die E.ON Kraftwerke GmbH.
EnBW erwarb 2009 den Anteil der E.ON und mit Wirkung vom 1. Oktober 2009 auch den 16,7-prozentigen Anteil der Stawag Energie GmbH (Aachen). EnBW verfügte in Bexbach nun über 714 MW installierter Leistung und erweiterte ihr Strombezugsrecht auf 100 Prozent. Inzwischen gehört das Kraftwerk vollständig der Steag.
Ein Antrag auf Mitverbrennung von Klärschlamm wurde Ende 2003 durch das saarländische Umweltministerium abgelehnt. In einer Pressemitteilung des Ministeriums vom 1. Januar 2004 hieß es dazu, der Antrag werde abgelehnt, weil weder die immissionsschutzrechtlichen nach § 6 Abs. 1 Nr. 1 noch die anderen öffentlich-rechtlichen Genehmigungsvoraussetzungen nach § 6 Abs. 1 Nr. 2 BImSchG vorlägen. Das Ministerium war nach Einholung eines Gutachtens beim TÜV SÜD zu der Auffassung gelangt, dass bei der Mitverbrennung von Klärschlamm die zulässigen Grenzwerte für Quecksilber überschritten werden könnten. Zudem liege das baurechtliche Einvernehmen weder der Stadt Bexbach noch des Landrates des Saarpfalz-Kreises vor. Eine Klage der Antragstellerin gegen die Entscheidung der Genehmigungsbehörde vor dem Oberverwaltungsgericht des Saarlandes hatte keinen Erfolg. Eine Revision wurde nicht zugelassen.
Der Netzanschluss erfolgt über die Schaltanlage Mittelbexbach auf der 380-kV-Höchstspannungsebene in das Netz von Amprion.
Im Dezember 2016 erfolgte durch den Energiekonzern Steag am Kraftwerk Bexbach die Inbetriebnahme von Großbatteriespeichern mit einer Leistung von 15 Megawatt. Die Steag investierte an insgesamt sechs Standorten in Nordrhein-Westfalen und dem Saarland 100 Millionen Euro.
Damit immer genügend Kühlwasser für das Kraftwerk in der Blies, auch bei Trockenperioden vorhanden ist, wurde in den 1980ern eine 19 Kilometer lange Wasserleitung von der Talsperre Nonnweiler bis Gronig in den Oberlauf der Blies gebaut. Diese kommt auf Grund des natürlichen Gefälles ohne Pumpstationen aus.
Um die Belieferung mit Kohle durch die Eisenbahn zu vereinfachen, wurde im Bahnhof Neunkirchem (Saar) Hbf in den 1980ern ein Anschlussgleis eingerichtet, damit Kohlezüge nicht mehr das steile Anschlussgleis im Bahnhof Bexbach befahren müssen. Die Kohle wird dabei in einem Bunker auf ein Fließband entladen, welches unterirdisch vom Anschluss bei Wellesweiler bis zum Kraftwerk verläuft. Die Anschlussgleise sind mit Oberleitungen versehen, so dass die Anschlussbedienung mit den Zugloks erfolgen, statt diese abzukuppeln und den Kohlebunker mit Rangierloks anzufahren.